# 硬秆高粱
硬秆高粱（学名：Sorghum durra）为禾本科高粱属下的一个种。

## 扩展阅读
- 維基物種上的相關：硬秆高粱